# Chanhu Daro
Chanhu Daro ist eine Ruinenstätte im heutigen Pakistan, in der Nähe von Sakrand. Es handelt sich um die Reste einer Stadt der Indus-Kultur (ca. 2500–1900 v. Chr.). Der Ort wurde von 1935 bis 1936 von einem amerikanischen Team ergraben. 
Der Ort besteht heute aus drei Hügeln, die in der Antike wohl einen Hügel darstellten. Es konnten bei den Grabungen drei Siedlungsphasen unterschieden werden. Die erste, die nochmals von den Ausgräbern in a, b und c unterteilt wurde, gehört der eigentlichen Indus-Kultur an, die zweite der Jhukar-Kultur und die dritte der Jhangar-Kultur.
Die Stadt war nach einem Plan mit sich rechtwinklig kreuzenden Straßen errichtet. Es fanden sich zahlreiche Belege für Handwerksbetriebe und die Reste einer monumentalen Plattform.
Die Jhukar- und Jhangarschichten zeigen, dass die Stadt in dieser Zeit verarmte. Die alten Wohnbauten wurden teilweise weiter benutzt und umgebaut, dabei gibt es aber auch Belege, dass die ärmeren Bevölkerungsschichten in einfachen Mattenhütten lebten. Die Siegel dieser Zeit sind von einfacher Qualität. Nach 900 v. Chr. wurde die Stadt aufgegeben.